# Metropolitana de Fortaleza
Metropolitana de Fortaleza è una mesoregione dello Stato del Ceará in Brasile.

## Microregioni
È suddivisa in due microregioni:
- Fortaleza
- Pacajus